# Hysteria (песня Def Leppard)
«Hysteria» — песня английской рок-группы Def Leppard. Была выпущена в качестве третьего сингла с их альбома Hysteria (1987). В VH1 Storytellers: Def Leppard, вокалист Джо Эллиот сказал, что название песни придумал барабанщик Рик Аллен. Акустический вариант песни был исполнен Эллиотом и гитаристом Филом Колленом на Classic Albums VH1.

## Список композиций

### 7": Bludgeon Riffola / Mercury / 870 004-7 (США)
1. «Hysteria»
2. «Ride into the Sun»

## Чарты
| Страна         | Наивысшая позиция |
| -------------- | ----------------- |
| Великобритания | 26                |
| Ирландия       | 19                |
| США            | 10                |

## Кавер-версии
- Английская металкор-группа Asking Alexandria записала кавер-версию «Hysteria» для их мини-альбома Under the Influence: A Tribute to the Legends of Hard Rock[источник не указан 3169 дней].